# ميخائيل كالديرون
ميخائيل كالديرون (بالإسبانية: Michael Calderón)‏ (6 ديسمبر 1988 بسان خوسيه في كوستاريكا - ) هو مدرب كرة قدم وحكم كرة قدم ولاعب كرة قدم كوستاريكي في مركز الوسط. شارك مع منتخب كوستاريكا تحت 17 سنة لكرة القدم ومنتخب كوستاريكا تحت 20 سنة لكرة القدم. أما مع النوادي، فقد لعب مع Wilmington Hammerheads FC ‏.

## وصلات خارجية
- ميخائيل كالديرون على موقع الدوري الأمريكي (الإنجليزية)
- ميخائيل كالديرون على موقع قاعدة بيانات كرة القدم.إي يو (الإنجليزية)